# Lunto Barat
Lunto Barat is een bestuurslaag in het regentschap Sawah Lunto van de provincie West-Sumatra, Indonesië. Lunto Barat telt 1175 inwoners (volkstelling 2010).